# Suite XVI (албум)
Suite XVI је шеснаести албум британског састава Стренглерс објављен 16. септембра 2006. године. Сам назив албума представља малу игру речима, јер се реч Свита (Suite) изговара исто као реч Слатко (Sweet) па би назив могао да се протумачити и као Слатка шеснаеста односно Слатке шеснаесте што је врло чест термин у енглеском језику и означава тзв. најбоље године живота односно тинејџерско доба.